# Kevin McCarthy (acteur)
Pour les articles homonymes, voir Kevin McCarthy.
Kevin McCarthy, né le 15 février 1914 à Seattle, État de Washington et mort le 11 septembre 2010 à Hyannis, au Massachusetts, est un acteur américain de cinéma de théâtre et de télévision. Il est particulièrement connu pour avoir incarné le rôle principal du docteur Miles Bennell dans L'Invasion des profanateurs de sépultures de Don Siegel.

## Biographie
Kevin McCarthy a joué dans diverses séries dont La Quatrième Dimension, Les Mystères de l'Ouest, L'Agence tous risques, Columbo, Arabesque.

## Mort
Kevin McCarthy meurt d'une pneumonie aiguë[réf. souhaitée] à l'âge de 96 ans.

## Filmographie

### Cinéma
- 1944 : Winged Victory de George Cukor : Ronnie Meade
- 1951 : Mort d'un commis voyageur (Death of a Salesman) de László Benedek : Biff Loman
- 1954 : Le destin est au tournant (Drive a Crooked Road) de Richard Quine : Steve Norris
- 1954 : La Sirène de Bâton Rouge (The Gambler from Natchez) de Henry Levin : André Rivage
- 1955 : Le juge Thorne fait sa loi (Stranger on Horseback) de Jacques Tourneur : Tom Bannerman
- 1955 : An Annapolis Story de Don Siegel : Jim R. Scott
- 1956 : L'Invasion des profanateurs de sépultures (Invasion of the Body Snatchers) de Don Siegel: Dr Miles J. Bennell
- 1956 : Nightmare de Maxwell Shane : Stan Grayson
- 1958 : Diamond Safari (en) de Gerald Mayer : Harry Jordan
- 1961 : The Misfits de John Huston : Raymond Taber
- 1962 : Des ennuis à la pelle (40 Pounds of Trouble) de Norman Jewison : Blanchard
- 1963 : Le Téléphone rouge (A Gathering of Eagles) de Delbert Mann : Gen. 'Happy Jack' Kirby
- 1963 : An Affair of the Skin de Ben Maddow : Allen McCleod
- 1963 : Pas de lauriers pour les tueurs (The Prize) de Mark Robson : Dr John Garrett
- 1964 : Que le meilleur l'emporte (The Best Man) de Franklin Schaffner: Dick Jensen
- 1965 : Mirage de Edward Dmytryk : Sylvester Josephson
- 1966 : The Three Sisters de Paul Bogart : Vershinin
- 1966 : A Big Hand for the Little Lady de Fielder Cook : Otto Habershaw
- 1967 : Hôtel Saint-Gregory (Hotel) de Richard Quine : Curtis O'Keefe
- 1968 : Tous les héros sont morts (The Hell with Heroes) de Joseph Sargent : Col. Wilson
- 1968 : If He Hollers, Let Him Go! de Charles Martin : Leslie Whitlock
- 1968 : Les Quatre de l'Ave Maria (I quattro dell'Ave Maria) de Giuseppe Colizzi : Drake
- 1972 : Richard de Lorees Yerby et Harry Hurwitz : Washington Doctor
- 1972 : Kansas City Bomber de Jerrold Freedman : Burt Henry
- 1974 : Alien Thunder de Claude Fournier : Sgt. Malcolm Grant
- 1975 : Ordre de tuer (El clan de los inmorales) de Jose G. Masesso : Ed McLean
- 1976 : Buffalo Bill et les Indiens (Buffalo Bill and the Indians, or Sitting Bull's History Lesson) de Robert Altman : Le Publicitaire (Maj. John Burke)
- 1978 : Piranha de Joe Dante : Dr Robert Hoak
- 1980 : Hero at Large de Martin Davidson: Calvin Donnelly
- 1980 : Those Lips, Those Eyes de Michael Pressman : Mickey Bellinger
- 1981 : Hurlements (The Howling) de Joe Dante : Fred Francis
- 1983 : My Tutor (en) de George Bowers : Mr. Chrystal
- 1983 : La Quatrième Dimension de Joe Dante : Oncle Walt
- 1987 : L'Aventure intérieure (Innerspace) de Joe Dante : Victor Eugene Scrimshaw
- 1987 : Hostage de Hanro Mohr : Col. Shaw
- 1989 : The Sleeping Car de Douglas Curtis : Vincent Tuttle
- 1989 : Dark Tower (en) de Ken Barnett et Freddie Francis : Sergie
- 1989 : Fast Food de Michael A. Simpson : Juge Reinholte
- 1989 : Télé ringards (UHF) de Jay Level : R.J. Fletcher
- 1990 : Love or Money de Todd Hallowell (en) : William Reed
- 1991 : L'Ange de la destruction (Eve of Destruction) de Duncan Gibbins : William Simmons
- 1991 : Final Approach de Eric Steven Stahl : Gen. Geller
- 1991 : Ghoulies III: Ghoulies Go to College : Prof. Ragnar
- 1992 : Monsieur le député (The Distinguished Gentleman) : Terry Corrigan
- 1993 : Panic sur Florida Beach (Matinee) de Joe Dante : General Ankrum
- 1994 : Judicial Consent : Juge Pollan
- 1994 : Greedy : Bartlett
- 1995 : Juste Cause (Just Cause) de Arne Glimcher: Phil Prentiss
- 1995 : Faux frères, vrais jumeaux (Steal Big Steal Little), d'Andrew Davis : Reed Tyler
- 1995 : Mommy : Fire Department rescuer
- 1998 : Addams Family Reunion : Grandpa Addams
- 2002 : The Legend of Razorback : Zondervan
- 2003 : Les Looney Tunes passent à l'action (Looney Tunes: Back in Action) de Joe Dante et Eric Goldberg : Dr Bennell
- 2006 : Loving Annabelle de Katherine Brooks : Père Harris
- 2006 : Fallen Angels de Jeff Thomas : Pasteur Waltz
- 2007 : L'invasion des Fronts Hurlants (Trail of the Screaming Forehead) : Latecomer
- 2007 : Slipstream : Kevin McCarthy
- 2008 : Her Morbid Desires : Le moine
- 2009 : Wesley de John Jackman : Bishop Ryder
- 2009 : I Do : Ernie

### Télévision
- 1949 : The Ford Theatre Hour (Série) : Bertram H. Jefferson
- 1950 : Pulitzer Prize Playhouse (Série) : Seth Gale
- 1950-1951 : The Prudential Family Playhouse (Série) : Richartd Kurt / Ben Jordan
- 1950-1953 : Studio One (Série) : Lt. Johnny Quayle / Rochester
- 1952, 1954 et 1957 : The Ford Television Theatre (en) (Série) : Jason Forrester / Tommy Jordan / Russel Stevens
- 1954-1958 : Schlitz Playhouse of Stars (Série) : Glenn Sheridan / Prentice Brown / Mark Quinlin / Un avocat
- 1955 : Star Tonight (Série) : Matt
- 1956 : Front Row Center (Série) : George Whitaker
- 1956 : Telephone Time (Série) : Samuel Howe
- 1956 : On Trial (Série) : Carl Wilson
- 1956-1957 : Climax! (Série) : Brooks / Halsey / Hal Carmichael
- 1957 : The 20th Century-Fox Hour (Série) : Jack O'Leary
- 1957 : Cavalcade of America (en) (Série) : Frank O'Keefe
- 1957 : General Electric Theater (Série) : Wayne Temple / Dr Towne
- 1959 : Sunday Showcase (Série) : James Valentine
- 1959 : Summer of Decision (Série) : Mr. Rogers
- 1960 : La quatrième dimension (The Twilight Zone) (Série) : Prof. Walter Jameson/Tom Bowen/Maj.Hugh Skelton
- 1961 : Way Out (Série) : Dr Paul Sandham
- 1961 : Great Ghost Tales (Série) : Jerry
- 1961 : Ben Casey (Série) : Dr Dave Taylor
- 1961-1962 : Armstrong Circle Theatre (Série) : Neil Draper / Bradley Hayward
- 1961 et 1963 : L'Homme à la carabine (The Rifleman) (Série) : Mark Twain / Winslow Quince
- 1962 : Going My Way (Série) : Ray Corbin
- 1962 : Target: The Corruptors (Série) : Frank McCloud
- 1963 : Les Accusés (The Defenders) (Série) : Ralph Johnson
- 1963 : The Eleventh Hour (en) (Série) : Jim Marnell
- 1963-1965 : Le Jeune Docteur Kildare (Série) : Harvey Gruboldt MD / Omar Larson MD
- 1964 : Suspicion (The Alfred Hitchcock Hour) (Série) : Paul Blackshear
- 1964 : Mr. Novak (Série) : Mr. Williams
- 1964 : The Nurses (Série) : Peter Malone
- 1964-1966 : L'Homme à la Rolls (Burke's Law) (Série) : Elliott Dunning / Chukker Curtis / Bill Adams
- 1965 : Honey West (Série) : Jerry Ivar
- 1966 : Le Fugitif (The Fugitive) (Série) : Herb Malone
- 1966 : Des agents très spéciaux (The Man from U.N.C.L.E.) (Série) : Arthur Caresse
- 1966 : Jesse James (The Legend of Jesse James) (Série) : Sheriff Dockery
- 1966 : 12 O'Clock High (en) (Série) : Baladin
- 1966, 1967 et 1969 : Sur la piste du crime (The F.B.I.) (Série) : Lamont / Paul Dorn / James Evans
- 1966-1968 : Brigade criminelle (Felony Squad) (Série) : Charles Roland Flagg
- 1967 : The Road West (en) (Série) : Rando
- 1967 : Ghostbreakers (téléfilm) : Cameron Witherspoon
- 1967 : Les Envahisseurs (The Invaders) (Série TV) : saison 2, épisode 3 (Les Espions (The Watchers) ) : Paul 'Cookie' Cook
- 1967 : The Guns of Will Sonnett (Série) : Sheriff Tom Mills
- 1967 : Commando Garrison (Série) : Maj. Richards
- 1967-1968 : Judd for the Defense (Série) : Paul Christopher / Joe Maddox
- 1968 : Les Mystères de l'Ouest (The Wild Wild West), (série) - Saison 4 épisode 2, La Nuit du Jugement (The Night of the Doomsday Formula), de Irving J. Moore : Major General Walter Kroll
- 1968 : Les Règles du jeu (The Name of the Game) (Série) : Carter Haines
- 1968 : Le Grand Chaparral (Chaparral) (Série) : James Forrest
- 1968 et 1976 : Hawaï police d'État (Hawaii Five-O) (Série) : Victor Reese / Hunter R. Hickey
- 1969 : Médecins d'aujourd'hui (Medical Center) (Série) : Clifford Coswell
- 1969 : The Survivors (Série) : Philip Hastings
- 1971 : Bearcats (Série) : Carter Gladstone
- 1971 : Mission Impossible (Série) : Whitmore Channing
- 1972 : Between Time and Timbuktu (téléfilm) : Bokonon
- 1972 : A Great American Tragedy (en) (téléfilm) : Mark Reynolds
- 1972 : Banacek (Série) : Allen Markham
- 1973 : Columbo (Série) : Dr Frank Simmons
- 1974 : Great Performances (Série) : Hart
- 1974 : Cannon (Série) : General Nielson
- 1975 : The Seagull (téléfilm) : Trigorin
- 1977 : Exo-Man (téléfilm) : Kamenski
- 1977 : Mary Jane Harper Cried Last Night (téléfilm) : Tom Atherton
- 1977 : The Oregon Trail (Série) : Levering
- 1980 : Rendez-vous nocturnes (Portrait of an Escort) (téléfilm) : Dr Ken Paige
- 1980-1982 : Flamingo Road (Série) : Claude Weldon
- 1982 : Rosie: The Rosemary Clooney Story (téléfilm) : Dr Jones
- 1983 : Amanda's (Série) : Zack Cartwright
- 1983 : Un mannequin sur mesure (Making of a Mafe Model) (téléfilm) : Ward Hawley
- 1983 : La croisière s'amuse (The Love Boat) (Série) : Barry Cooper
- 1983 : Bad City Blues (Série) : George Hayward
- 1984 : Invitation pour l'enfer (Invitation to Hell) (téléfilm) : Mr. Thompson
- 1984 : Dynastie (Dynasty) (Série) : Wes Vandergelder
- 1985 : Finder of Lost Loves (en) (Série) : Ben Harper
- 1985 : Deadly Intentions (en) (téléfilm) : Reichman
- 1985 : Les deux font la paire (Scarecrow and Mrs King) (Série) : William O'Keefe
- 1985 : Hôtel (Série) : Calvin Polk
- 1985 : The Midnight Hour (en) (téléfilm) : Juge Crandell
- 1985, 1991-1992 : Arabesque (Murder She Wrote) (Série) : Milton Porter / Randolph Sterling / Walter Bowman
- 1986 : A Masterpiece of Murder (téléfilm) : Jonathan Hire
- 1986 : Fame (Série) : Mr. William Quigley
- 1986 : Les Craquantes (The Golden Girls) (Série) : Richard
- 1986 : L'Agence tous risques (The A-Team) (Série) : Bob McKeever
- 1986-1987 : Dynastie 2 : Les Colby (Dynasty II) (Série) : Lucas Carter
- 1987 : Square One TV (Série) : Norman Mailbag
- 1987 : Mathnet (Série) : Norman Mailbag
- 1987 : LBJ: The Early Years (téléfilm) : Joseph Kennedy
- 1987 : Home (téléfilm) : Edison
- 1987 : The Long Journey Home (téléfilm) : Harland Everett
- 1987 : Barbara Hutton, destin d'une milliardaire (en) (Poor Little Rich Girl: The Barbara Hutton Story) (téléfilm) : Franklyn Hutton
- 1987 : Sois prof et tais-toi ! (Head of the Class) (Série) : Lawrence P. Whitley
- 1988 : Le Dernier Western (Once Upon a Texas Train) (téléfilm) : Le gouverneur
- 1988 : In the Heat of the Night (Série) : Harold LaPierre
- 1988 : Channel 99 (téléfilm) : Le general
- 1988 : Simon et Simon (Série) : Doug McKenna
- 1989 : China Beach (série télévisée) : Holmes
- 1989 : Matlock (Série) : Jonathan Horton
- 1990 : La rose et le chacal (The Rose and the Jackal) (téléfilm) : Sen. Wilson
- 1991 : Le Père Dowling (Father Dowling Mysteries) (Série) : Laidlow/Stackpole
- 1991 : Échec et meurtre (Dead on the Money) (téléfilm) : Waverly Blake
- 1991 : Charlie Hoover (Série) : Mr. Culbertson
- 1992 : Duplicates (téléfilm) : Dr Congemi
- 1992 : Human Target (Série) : Harry Chance
- 1992 : Batman (Série) : Dr Long (Voix)
- 1992 : Les contes de la crypte (Tales from the Crypt) (Série) : Jack
- 1993 : New York Café (Love & War) (Série) : Fletch
- 1994 : Rebel Highway (Série) : Miles
- 1994 : Roadracers (téléfilm) : Miles
- 1994 : Dream On (Série) : Wade
- 1995 : L'histoire d'Elizabeth Taylor (Liz: The Elizabeth Taylor Story) (téléfilm) : Sol Siegel
- 1995 : Fausse Identité (téléfilm) (The Sister-in-Law) (téléfilm) : George Richards
- 1996 : Boston Common (Série) : Professeur Weaver
- 1997 : Demain à la une (Early Edition) (Série) : Juge Jake Wellborn
- 1997 : La Seconde Guerre de Sécession (The Second Civil War) (téléfilm) : Chef du staff
- 2000 : Washington Police (The District) (Série) : Reese
- 2005 : Eyes (Série) : Juge Leonard Donnelly